# Hemiceras longipennis
Hemiceras longipennis är en fjärilsart som beskrevs av William Schaus 1905. Hemiceras longipennis ingår i släktet Hemiceras och familjen tandspinnare. Inga underarter finns listade i Catalogue of Life.